# Cesana Torinese
Cesana Torinese (Cesan-a in piemontese, Cesana in occitano, Césane in francese) è un comune italiano di 890 abitanti della città metropolitana di Torino in Piemonte.
Cesana è una località turistica sulle Alpi piemontesi, in Alta Val Susa; è inoltre parte della Unione dei Comuni Olimpici Via-Lattea insieme ai comuni limitrofi di Sestriere, Claviere, Sauze di Cesana, Sauze d'Oulx e Pragelato.

## Geografia fisica
Cesana Torinese è situata a circa 90 km da Torino e a soli 10 km dal confine francese in Alta Valle Susa, sorge a 1354 metri di altitudine s.l.m., ai piedi del Monte Chaberton (3 130 m s.l.m.), alla confluenza dei torrenti Ripa, proveniente dall'omonima valle, e Piccola Dora, che scende dal colle del Monginevro. Oltre ai comuni italiani confinanti di cui sopra, confina anche con il comune francese di Abriès-Ristolas.
Grazie alla sua posizione ebbe sempre un importante ruolo strategico militare e la costruzione di strade ne fece un crocevia obbligato per i commerci e per i transiti di mercanti e pellegrini.
Parallelamente all'attività commerciale gli abitanti praticavano nei secoli l'agricoltura e la pastorizia.
Attraverso una ricognizione delle sue numerose frazioni e borgate è, infatti, possibile riscoprire i segni della storia, dell'arte, delle tradizioni e di un patrimonio di culture, di antichi e nobili mestieri.
Il territorio di Cesana Torinese è ricco di laghi, il più grande dei quali è il Lago Nero.

### Geologia
Nel comune di Cesana Torinese si possono notare affioramenti eterogenei di rocce. In particolare gran parte dei litotipi presenti sono metamorfici quali calcescisti, oficalci. Da segnalare la presenza di radiolariti nei pressi dell'abitato di Champlas, nonché di dolomie sul Monte Chaberton e di ofioliti a Bousson.
Queste ultime venivano estratte fino al secolo scorso da cave tuttora esistenti.

## Storia
Cesana Torinese si trova sul tracciato della strada romana che portava dalla Pianura Padana alle Gallie.
Durante l'Alto Medioevo il percorso stradale perse la sua importanza commerciale, conservando però quella militare. Cesana fu proprietà dei Delfini di Vienne, i conti di Albon, fino alla seconda metà del XIV secolo, quando questi diedero terre e titolo alla Francia.
Nel 1155 il Delfino Ghigo V d'Albon ottenne dall'imperatore Federico I l'autorizzazione a coniare a Cesana monete d'argento; dal 1281 le monete portarono il delfino, simbolo dei signori e presente in tutti gli stemmi della zona.
Nel 1343, con la concessione dei Delfini, nacque la repubblica degli Escartons (su un territorio attualmente diviso tra Italia e Francia) e Cesana si trovò a essere nell'Escarton d'Oulx fino al 1713, quando fu ceduta ai Savoia con il trattato di Utrecht.
Tra il XIV e il XVII secolo la valle di Cesana fu sconvolta direttamente e indirettamente dalle guerre di religione combattute soprattutto contro gli "eretici valdesi" della Valle Chisone.
Durante la guerra di successione spagnola (1701-1714) il territorio fu assediato e conquistato dalle truppe francesi.
Nel XVIII secolo anche l'importanza strategica andò scemando, fino all'epoca in cui con la costruzione di nuove strade Cesana ebbe un nuovo sviluppo del traffico commerciale.
Nel 1928 furono aggregati a Cesana alcuni comuni sino ad allora autonomi: Bousson, Champlas du Col, Désertes, Fenils, Mollières, Sauze di Cesana, Solomiac e Thures. Sauze di Cesana recupererà in seguito la sua autonomia, mentre Champlas du Col nel 1934 verrà aggregato al comune di Sestriere.
È stata una delle sedi dei XX Giochi olimpici invernali Torino 2006, durante i quali ha ospitato gare di biathlon, sci alpino femminile, bob, slittino e skeleton, e dell'Universiade invernale 2007 per le gare di biathlon.

### Via Francigena
Il concentrico di Cesana e le frazioni di Mollieres e di Solomiac si trovano sul tracciato storico della Via Francigena, nel primo tratto in territorio italiano proveniente dal Colle del Monginevro e da Claviere e successivamente dirigentesi verso il posto tappa di Oulx.

### Simboli
Lo stemma e il gonfalone sono stati concessi con decreto del presidente della Repubblica del 
Il gonfalone è un drappo di giallo con la bordatura di azzurro.

## Monumenti e luoghi di interesse
La chiesa parrocchiale di San Giovanni Battista, alta sul borgo, ha ancora tre absidi e il campanile della costruzione romanica (XII secolo). Il portale è del 1518; il soffitto ligneo del XVII secolo. Vicino alla chiesa vi è una fontana del XV secolo. Nella casa Ailliaud soggiornò per parecchio tempo Vittorio Alfieri.
A Bousson la chiesa parrocchiale, dedicata a Nostra Signora della Neve, ha un portale tardo-gotico in pietra di scuola francese e uno slanciato campanile. Anche la misteriosa Casa delle Lapidi si trova nel borgo superiore di Bousson.
Le incisioni sulle lapidi di Bousson hanno permesso di ricostruire parte della cultura della zona ricollegandola al Giansenismo, una corrente del Cattolicesimo Romano Riformato che tentò di mediare con le posizioni religiose dei Protestanti.  A monte di Bousson si trova il SIC/ZSC denominato Cima Fournier e Lago Nero (cod. IT1110058).
In località Gorge di San Gervasio, un canyon scavato dalla Piccola Dora, è presente uno dei ponte tibetani più lunghi al mondo, con 544 metri di sviluppo ed una altezza variabile tra 30 e 90 metri.

## Società

### Evoluzione demografica
Abitanti censiti

### Etnie e minoranze straniere
Secondo i dati Istat al 31 dicembre 2017, i cittadini stranieri residenti a Cesana Torinese sono 90, così suddivisi per nazionalità, elencando per le presenze più significative:
1. Romania, 43
2. Albania, 23

## Economia
L'economia del paese è oggi fortemente legata al turismo, soprattutto invernale. È infatti sede di un'importante stazione sciistica facente parte del comprensorio della Via Lattea.
A quota 1700 metri sulle pendici del Monte Fraiteve sorge la stazione sciistica di Sansicario, edificata su progetto dell’architetto francese Laurent Chappis a partire dagli anni 1970.
Inoltre, dal versante dei Monti della Luna sorge Sagnalonga, frazione di Cesana, uno dei villaggi più alti d'Europa, è composto da villini alpini raccolti in mezzo alla pineta (2000 m) e sul ripiano del Colle Bercia (2230 m), zona che, conosciuta con il nome di Monti della Luna, è collegata al capoluogo con seggiovie e una carrozzabile panoramica.

## Infrastrutture e trasporti

### Strade
Il comune è attraversato dalla strada statale 24 del Monginevro.

### Impianti a fune
Sono presenti 3 seggiovie a quattro posti per raggiungere il Colle Bercia.

## Sport
- Cesana ha ospitato il 19 maggio 2013 la 15º tappa del Giro d'Italia Cesana Torinese - Col du Galibier
- A Cesana Torinese si praticano tutti gli sport invernali
- Nei suoi pressi è situata la pista di bob, slittino e skeleton di Cesana Pariol
- In estate si possono praticare equitazione, trekking, ciclismo, tennis oppure fare passeggiate "en plein air" nei numerosi sentieri di montagna
- Nel 1975 a Cesana è stato fondato il Torino Cesana Calcio a 5, sciolto nel 2012
- Si praticano anche pallacanestro, pallavolo e calcio
- Ogni anno a Cesana si svolge la "Cesana - Sestriere", corsa automobilistica sul tracciato stradale che da Cesana Torinese (1.354 metri) sale al Colle del Sestriere (2.035 metri), competizione valida per il campionato europeo di auto storiche
- La "Carton rapid race", originale gara di barche di cartone sulla Dora Riparia, dopo incomprensioni tra gli organizzatori e il comune, si è trasferita a Oulx

## Amministrazione
Di seguito è presentata una tabella relativa alle amministrazioni che si sono succedute in questo comune.
| Periodo        | Periodo        | Primo cittadino   | Partito                         | Carica  | Note |
| 10 giugno 1985 | 22 giugno 1990 | Giuseppe Allizond | lista civica                    | Sindaco |      |
| 22 giugno 1990 | 24 aprile 1995 | Riccardo Formica  | lista civica                    | Sindaco |      |
| 24 aprile 1995 | 14 giugno 1999 | Riccardo Formica  | lista civica                    | Sindaco |      |
| 14 giugno 1999 | 14 giugno 2004 | Roberto Serra     | lista civica                    | Sindaco |      |
| 14 giugno 2004 | 7 giugno 2009  | Roberto Serra     | lista civica                    | Sindaco |      |
| 8 giugno 2009  | 26 maggio 2014 | Lorenzo Colomb    | lista civica                    | Sindaco |      |
| 26 maggio 2014 | 27 maggio 2019 | Lorenzo Colomb    | lista civica Continuare insieme | Sindaco |      |
| 27 maggio 2019 | 10 giugno 2024 | Roberto Vaglio    | lista civica                    | Sindaco |      |
| 10 giugno 2024 | In carica      | Daniele Mazzoleni | lista civica                    | Sindaco |      |

| Periodo        | Periodo        | Primo cittadino   | Partito                         | Carica  | Note |
| -------------- | -------------- | ----------------- | ------------------------------- | ------- | ---- |
| 10 giugno 1985 | 22 giugno 1990 | Giuseppe Allizond | lista civica                    | Sindaco |      |
| 22 giugno 1990 | 24 aprile 1995 | Riccardo Formica  | lista civica                    | Sindaco |      |
| 24 aprile 1995 | 14 giugno 1999 | Riccardo Formica  | lista civica                    | Sindaco |      |
| 14 giugno 1999 | 14 giugno 2004 | Roberto Serra     | lista civica                    | Sindaco |      |
| 14 giugno 2004 | 7 giugno 2009  | Roberto Serra     | lista civica                    | Sindaco |      |
| 8 giugno 2009  | 26 maggio 2014 | Lorenzo Colomb    | lista civica                    | Sindaco |      |
| 26 maggio 2014 | 27 maggio 2019 | Lorenzo Colomb    | lista civica Continuare insieme | Sindaco |      |
| 27 maggio 2019 | 10 giugno 2024 | Roberto Vaglio    | lista civica                    | Sindaco |      |
| 10 giugno 2024 | In carica      | Daniele Mazzoleni | lista civica                    | Sindaco |      |

### Altre informazioni amministrative
Il comune faceva parte della Comunità Montana Valle Susa e Val Sangone.